# Shorea robusta
El sal o sala (shorea robusta) es un árbol originario del subcontinente indio, que se extiende al sur del Himalaya. Tiene gran importancia en la economía, debido a sus variadas aplicaciones. Otros nombres locales por los que se le conoce son kandar, ral, sakher, sakhu, sakwa, salwa y shal. El nombre del árbol procede del sánscrito शाल (sal, shaal, shala), que literalmente significa “casa”, lo que apunta al uso de su madera en la construcción de viviendas. Otros nombres en sánscrito son ashvakarna, chiraparna y saria, entre otros.

## Descripción
El sal o sala es un árbol de crecimiento medio a lento, que puede llegar a vivir cien años. Alcanza una altura de 30 a 35 m y el tronco puede tener un diámetro de 2 a 2.5 m. Posee una madera dura, de color claro de recién cortada, que con el tiempo se va oscureciendo a un color pardo. Es rica en resina y duradera. La corteza de los árboles jóvenes tiene un grosor de 2 a 5 cm, es blanda y está atravesada por pequeños surcos. La corteza de los árboles adultos es rojiza-parda o gris. Las ramas jóvenes son velludas.

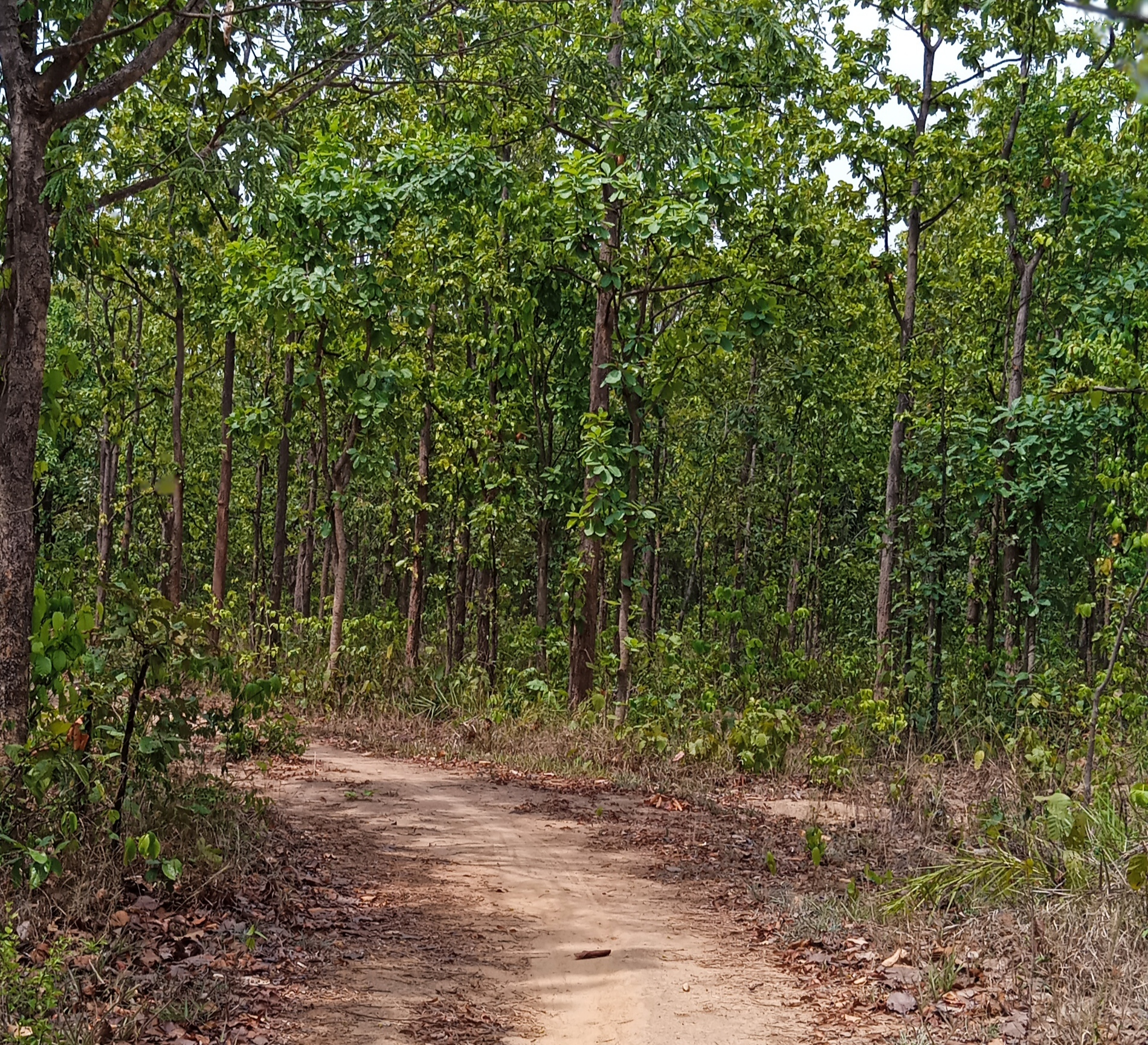
Bosque de sal en Bengala Occidental, India

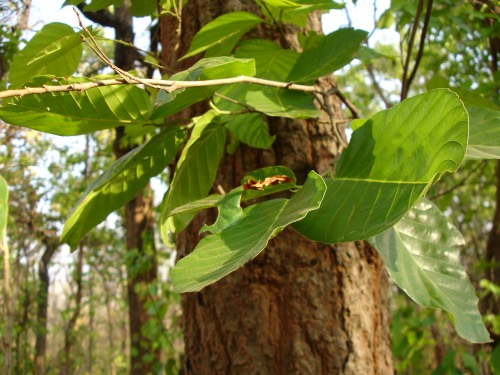
Árbol de Sal en Chhattisgarh, India

En las regiones húmedas el sal conserva las hojas todo el año. En las regiones más secas pierde gran parte del follaje entre febrero y abril. Entre abril y mayo echa hojas nuevas, entre oblongas y ovales, de 5 a 15 cm de ancho y de 10 a 25 cm de largo. Los tallos son velludos y miden entre 2 y 20.5 cm de largo. Las hojas se disponen en dos hileras y son coriáceas, con el haz brillante (en las más crecidas) y el envés de color verde pálido. La hoja tiene un nervio central del que parten a cada lado cerca de 12 nervios laterales, con una base acorazonada o redondeada y el ápice puntiagudo. Las hojas secundarias son alargadas y caen pronto.
El tiempo de floración va de febrero a mayo. Las flores se disponen en espigas arracimadas de hasta 25 cm de largo. Los pétalos son de color crema a amarillento y pueden tener a veces estrías medias de color rosa. Tienen un tamaño de 0.5 x 1 o 1.5 cm y están ligeramente retorcidas. Los sépalos son ovales, tupidos densamente de vello y del color del cuero. En la madurez, crecen 3 de los 5 sépalos, como alas alargadas de 1.5 x 8 cm. Los otros dos sépalos son más pequeños, de 0.5 x 3 cm. La flor posee muchas hojas de polen. Tiene un solo pistilo.
El fruto es una nuez de 0.5 a 1.2 cm de largo y tiene en la punta un resto de pistilo de 1.2 cm. Está rodeado de cinco sépalos, de los cuales tres crecen en forma de alas que sirven para que la propagación por el viento (anemogamia). Los frutos maduran entre fines de mayo y julio. Las semillas germinan a menudo en la planta madre (viviparidad) y crecen muy rápido sobre el suelo regado por el monzón de primavera.

## Hábitat
Es una especie importante en el norte del subcontinente indio. Allí forma bosques (salales) y, por consiguiente, una forma de bosques monzónicos. El sal crece al sur del Himalaya, en Birmania, Bhután, Nepal, Bangladés e India. En Nepal, sobre todo en el Terai, de este a oeste, especialmente en las colinas Shivalik (cordillera de Churia) hasta el este del río Yamuna, en la zona de clima subtropical. En la India, en los estados de Arunachal Pradesh, Assam, Bengala occidental, Sikkim, Orissa, Jharkhand y Hariana (al este del río Yamuna). También se halla en los Ghats orientales y en las cadenas montañosas de Vindhya y Satpura, en el centro de la India.
Se encuentra en gran variedad de bosques: en los bosques húmedos de hoja caduca de las alturas orientales de la India; en los bosques secos caducifolios de la altiplanicie de Chota Nagpur en Jharkhand; en los bosques subtropicales del Himalaya; en los bosques de hoja pseudoperenne del valle del Brahmaputra y en los bosques secos de hoja perenne de las zonas orientales de la meseta de Decán.
Es, a menudo, la especie arbórea predominante en los bosques en que se halla.
Hay numerosas áreas boscosas protegidas densamente pobladas por sales, entre otras especies arbóreas, como los parques nacionales de Chitwan, Bardia (estos dos en el Terai nepalí) y Shukla Phat.
Los sales crecen sobre todo en suelos arenosos (50 % arena, 30 % sedimentos y 20 % arcilla). Prefieren los lugares más secos, donde no se produzcan inundaciones prolongadas, ya que estas los perjudican. Hay que distinguir entre los salales húmedos, más próximos a la costa, y los salales más secos en el interior. Los sales necesitan mucha luz y no soportan las umbrías. Sus copas forman una techumbre mullida, de modo que el tronco puede recibir mucha luz.
En los salales se producen frecuentes incendios, probablemente de origen humano en su mayoría. Los ejemplares adultos pueden resistir al fuego, mientras que los árboles más jóvenes suelen resultar dañados según la intensidad del incendio, al sufrir la infección de sus heridas por hongos.
Así pues, es controvertido el efecto beneficioso o perjudicial de los incendios, pues habría que considerar el efecto del fuego en la fijación de sustancias nutritivas en el suelo, como en otros ecosistemas como el Fynbos en Sudáfrica. El crecimiento intenso de cubierta vegetal tras un incendio puede favorecer al salal. La proliferación de hongos pueden perjudicar a los sales más jóvenes. Además de los incendios, el escarabajo Hoplocerambyx spinicornis, un insecto que perfora el corazón de la madera del árbol, supone una amenaza para el sal.
Un último peligro para el sal es la sobreexplotación, dadas las numerosas aplicaciones del árbol sala en la vida humana. Para soslayarlo en necesaria una gestión silvícola sostenible.

## Usos
La madera del árbol sala es una de las más utilizadas en la India en carpintería y construcción. Es difícil de trabajar debido a la resina y a su estructura fibrosa, pero se aprovecha profusamente en la construcción de viviendas (marcos de ventanas y puertas), puentes, palets, vagones, balsas, traviesas de ferrocarril, etc. Así pues, tiene un valor económico importante.
Su resina blanquecina se aprovecha para la compactación de tablas en el calafateado de suelos. Se dispensa como astringente en la medicina ayurvédica. También tiene un uso religioso al ser quemada en las ceremonias hinduistas como sahumerio.
Las hojas sirven como platos o fuentes vegetales (llamados patravali) para presentar y envolver comidas como el paan (preparado a base de bedelio) y el vigna mungo (leguminosa hervida) o tentempiés como el gram o el gol gappa. Las hojas dobladas con algo de cúrcuma o unos granos de arroz sirven como entrantes para un banquete. Una vez usadas, las hojas son aprovechadas para alimentar las cabras y las reses que vagan libremente por las calles. Este uso de la hoja del sal en el norte de la India ha evitado la inundación de envoltorios de poliestireno, que hubiera supuesto una contaminación preocupante. En el sur se han utilizado las hojas frescas de banano o de otras plantas.
El aceite obtenido a partir de la destilación de las hojas se utiliza para la elaboración de perfume o para aromatizar el tabaco.
También las semillas, ricas en aceite, sirven para múltiples usos. El aceite o mantequilla del sal, que contiene ácido esteárico y ácido oleico, sirve para elaborar cosméticos y jabones. También se usa como combustible en lámparas o quinqués. Y como grasa vegetal se permite su uso como aditivo en la producción de chocolate. La mantequilla del sal endurecida se vende como Vanapastighee. A menudo se emplea ilegalmente en la adulteración del genuino Ghee (mantequilla aclarada).
Como el aceite de las semillas es rico en taninos (6-8 %), con él se preparan tortas que se añaden al forraje para el ganado. Puede constituir hasta un 20 % de la alimentación del ganado vacuno y hasta un 10 % de la del ganado porcino y avino.

## El sal y la religión
El sal ha tenido tradicionalmente gran predicamento en la cultura y, sobre todo, en la religión (en el hinduismo, en el budismo y en el jainismo). Antes de nada, hay que señalar que en la literatura antigua, a menudo, se confunde el sal o sala con el Saraca Asoca (una leguminosa).
La tradición hinduista considera que el sal está favorecido por el dios Vishnú. Según una leyenda, la reina Maya parió bajo un árbol sala o un Saraca Asoca, agarrada a una rama, a su hijo Sidharta Gautama, quien se convertiría en Buda tras su iluminación. Otra leyenda cuenta que la reina Maya soñó bajo un árbol sala que un elefante que tenía seis colmillos penetraba en su cuerpo. Muchos hinduistas identifican a este elefante, llamado Airavata, como reencarnación del dios Vishnú. También se dice que el Buda meditaba bajo un sal cerca de Kushinagar cuando le sobrevino su paranirvāṇa (muerte física) y su cuerpo fue cubierto por las flores del árbol. Así mismo, la leyenda cuenta que al morir Buda cuatro pares de sales se volvieron blancos.
En el jainismo, el culto al árbol es muy antiguo. El 24º Tirthankara Mahavira, una de las mayores figuras de esta religión, recibió la iluminación bajo un sal. Una primera etapa de la vida de este asceta la pasó bajo un árbol de Ashoka. Los creyentes que esperan el nirvana y que han entrado en la imaginería popular son representados a menudo bajo un árbol como el sala.
También aparece como elemento decorativo integrado en la arquitectura de muchos templos hinduistas como en la salabhanjika o “virgen del sal”, donde aparece una jakŝini (fémina mítica hindú) sosteniendo una rama de un árbol sala en flor mientras pone su pie sobre sus raíces. Aunque se confunde con el Saroca Asoca.
En el valle de Katmandú muchas pagodas o templos nepalíes, como el templo Niatapol, están construidos básicamente con madera de sal.